# Thermische energie uit oppervlaktewater
Thermische energie uit oppervlaktewater (TEO) is de naam voor de winning, opslag en transport van warmte en/of koude vanuit het oppervlaktewater voor de verwarming en/of koeling van gebouwen en woningen. Er zou met deze techniek een substantieel deel van de warmtevraag in Nederland voorzien kunnen worden. TEO is een vorm van aquathermie. Water uit het oppervlaktewater wordt door een warmtewisselaar gepompt en levert primaire warmte aan een warmtepomp die de warmte opwaardeert naar hogere temperaturen voor verwarming, of het bereiden van tapwater. De warmte kan gewonnen in de winter voor de directe verwarming van een gebouw met een warmtepomp of in de zomer worden opgeslagen in een koude-warmteopslag voor een hoger rendement. In Nederland lopen de volgende projecten of initiatieven: Beursgebouw Leeuwarden, Gebouw de Rotterdam, Hinthamerpoort (Den Bosch), Houthaven (Amsterdam), Merwedekanaalzone (Utrecht), Oostdokeiland (Amsterdam), Visverwerkende bedrijven (Urk), Winkelcentrum Vredenburg (Arnhem), Stadskantoor Deventer, Torckdael (Wageningen), Strandpark Slijk-Ewijk.